# Ростовский музей космонавтики
Ростовский музей космонавтики ― одно из подразделений научно-образовательного комплекса «Вертикаль». Находится в городе Ростов-на-Дону, Россия.
Адрес музея: Ростов-на-Дону, проспект Стачки, 231/2.

## Описание
Музей был торжественно открыт в городе Ростов-на-Дону в сентябре 2009 года. Открытие было приурочено к 30-летней годовщине со дня основания ОАО "Научно-производственного предприятия космического приборостроения «Квант». Музей был создан по инициативе генерального директора и главного конструктора ― В. Н. Мотина, доктора наук, академика и вице-президента Российской инженерной академии, заслуженного конструктора Российской Федерации. Первая экскурсия по музею космонавтики была проведена жителем донского края, Героем России Ю. В. Усачевым.
Экспозиция музея располагает множеством экспонатов, таких как образцы космической техники, личные вещи космонавтов, костюмы, скафандры, архивные документы, приборы ориентации космических кораблей, макеты спутников связи, навигационные приборы ракет и модулей, тематические фотографии, книги и другая печатная продукция, монеты, марки, награды, архивные документы и всевозможные модели космических кораблей. Посетителя музея могут ознакомиться с образцами продуктов питания пилотов, жестяными тубами и пластиковыми пакетами для их хранения (в настоящее время для жидких продуктов используют пластиковые пакеты).
Всего в экспозиции музея содержится свыше 400 предметов. Особого внимания заслуживают элементы космического судна «Союз», а также инструментарий, который используется космонавтами при работе на орбите Земли, и их экипировка для нештатных ситуаций, такие как скафандр «Форель». Он используется при несанкционированных приземлениях в воду. Человек может пребывать в нём до 5 суток без риска переохладиться.
Центральное место выставки занимает космический спускаемый аппарат «Союз ТМА-10» 15-й экспедиции посещения МКС. Он был передан музею Госкорпорацией «Роскосмос», впоследствии восстановлен и переоборудован сотрудниками музея в тренажёр, который позволяет моделировать различные манёвры пилотируемых кораблей. Он является единственной действующей моделью на территории Южного федерального округа РФ.
Кроме осмотра экспонатов музея, посетители могут на себе испытать ложемент, в котором космонавты находятся во время старта и приземления, совершить виртуальный полет в космос и посмотреть документальный фильм о жизни и работе людей на орбите.
Музей занимается широкой научно-исследовательской и культурно-просветительской деятельностью. В нём часто организуются познавательно-развлекательные мероприятия на темы, связанные с космосом.
На территории, прилегающей к музею, памятник-бюст Юрия Гагарина, за которым высажены именные деревья.
В 2020 году музей был закрыт из за карантина, позже, осенью 2021 года здание выставили на продажу, в мае 2024 года начался снос здания, на его месте построят жилой комплекс

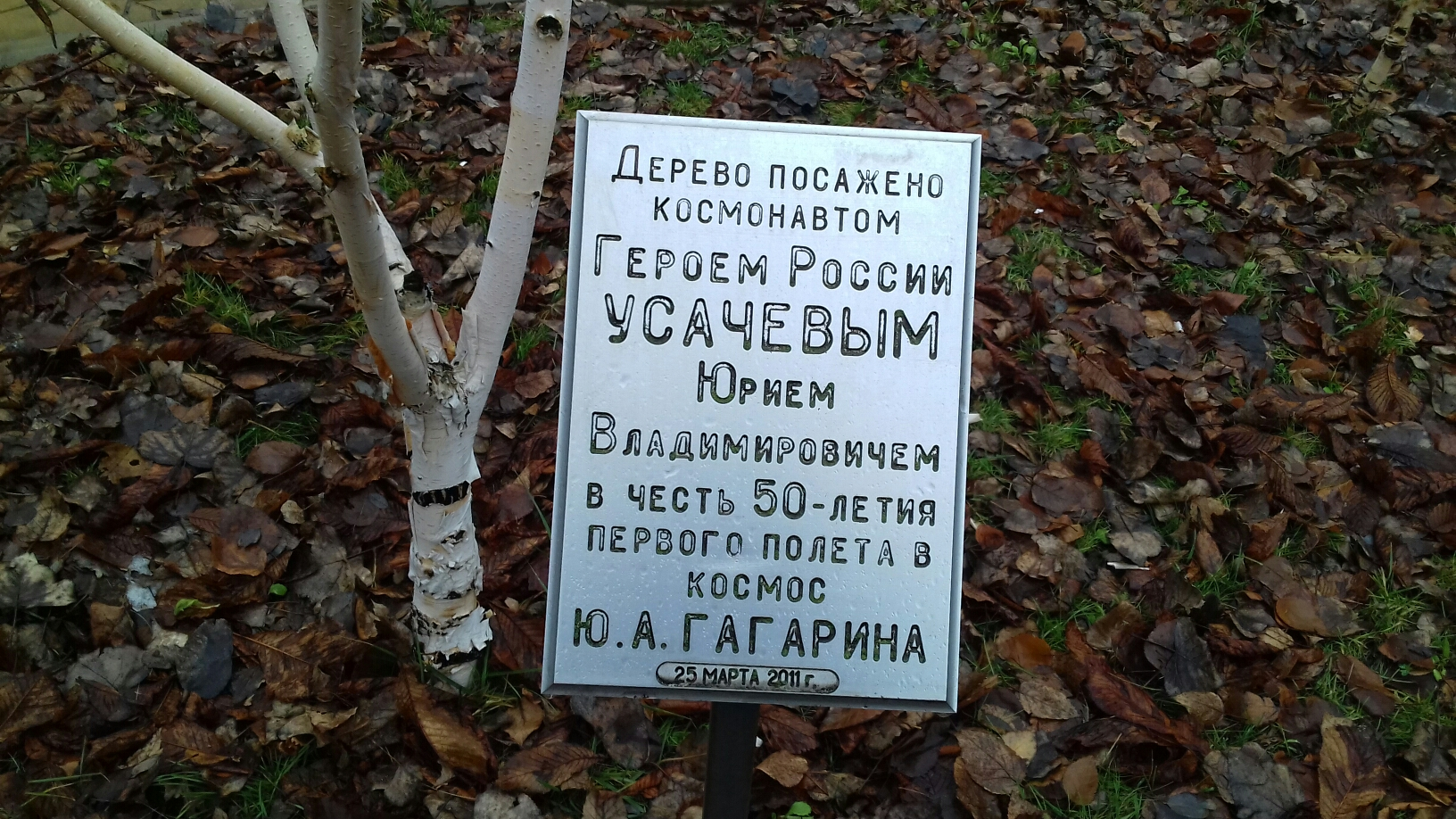
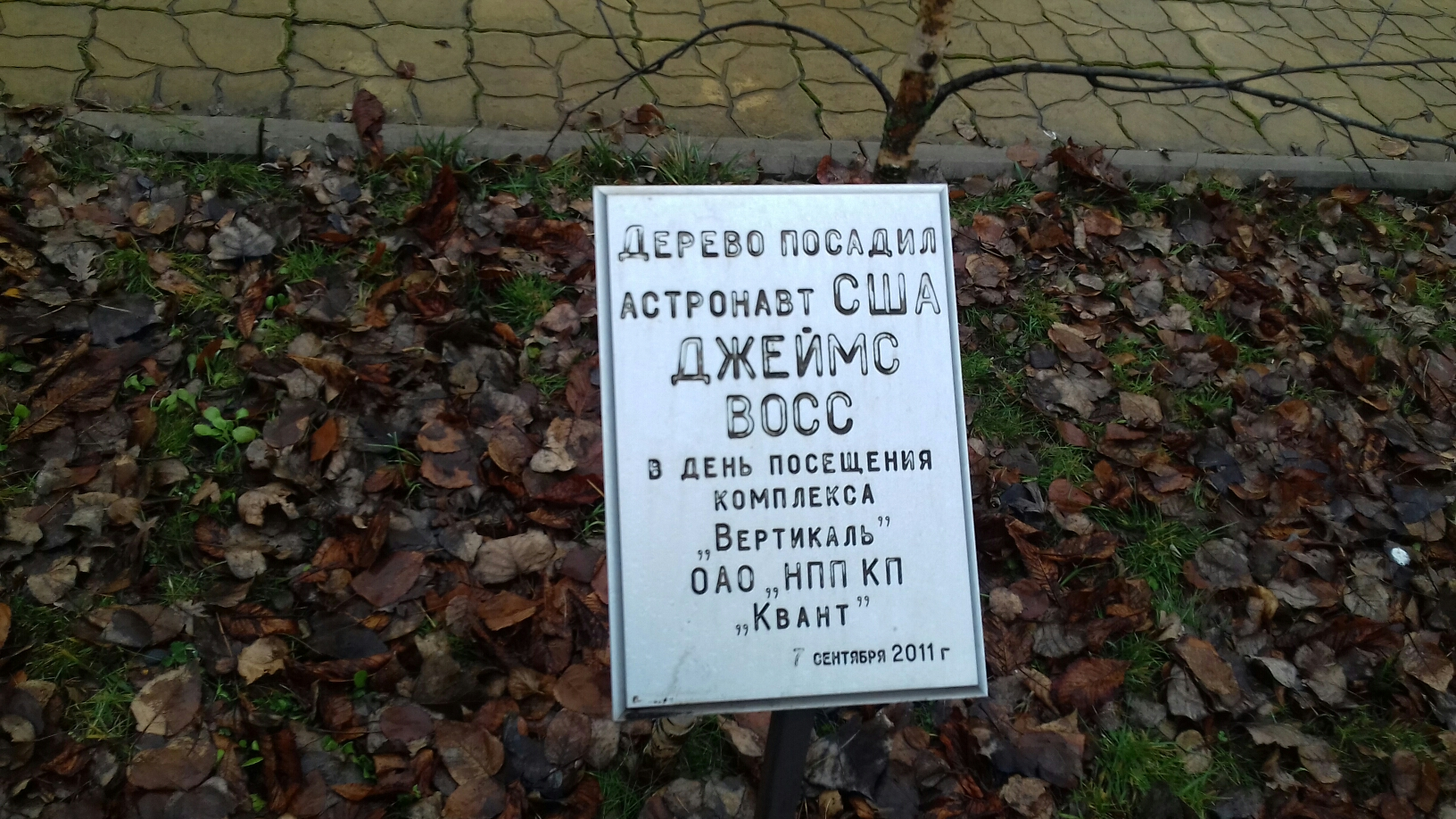
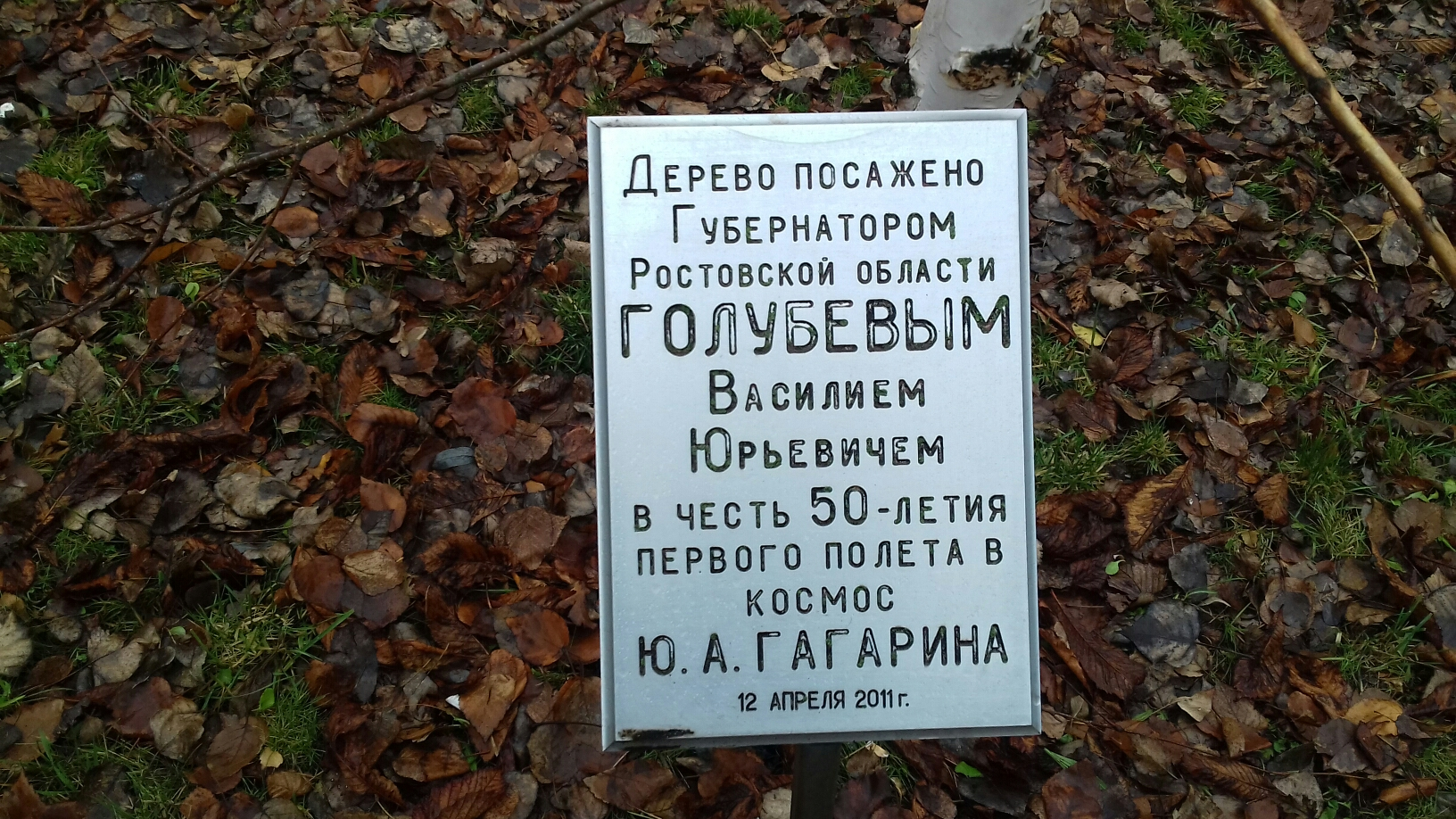